# Hendrik van Steenwijck I
Hendrik van Steenwijck I (cunoscut, de asemenea, ca Steenwyck, Steenwijk) (n. 1550, Kampen, Overijssel, Țările de Jos – d. 1 septembrie 1603, Frankfurt am Main, Sfântul Imperiu Roman) a fost un pictor neerlandez.
Van Steenwijck s-a născut în Kampen și a fost student al pictorului arhitectural Hans Vredeman de Vries și tatăl lui Hendrik van Steenwijk II. Se cunoaște că a lucrat la Aachen (1573-1576), Anvers (1577-1585) și Frankfurt (din 1586), unde a murit.
Van Steenwijck este cel mai timpuriu cunoscut pictor de interioare arhitecturale, un gen popular în epoca de aur olandeză și în pictura barocă flamandă. În plus față de introducerea genului nou, el a lucrat, de asemenea, cu un mai multă lumină naturală și cu spațiul prospectiv decât cele descoperite în lucrările profesorului său Vredeman de Vries.